# Apoxiomen de Lisip
L'Apoxiomen de Lisip (en grec antic, 'el que es raspa') és una estàtua en marbre d'època romana que es troba en els museus Vaticans. La majoria dels historiadors d'art sostenen que és una còpia d'una altra estàtua de bronze perduda de l'antiga Grècia realitzada per Lísip al s. IV ae. Però alguns autors ho han qüestionat. Pertany a l'època hel·lenística de l'art grec.
L'Apoxiomen en si és un dels temes convencionals de l'antiga escultura votiva grega; representa un atleta, captat en el moment familiar de raspar-se la suor i la pols del cos amb un petit instrument corbat que els romans anomenaven estrígil. Aquest és l'Apoxiomen més conegut de l'antiguitat clàssica, i s'atribueix a Lisip de Sició, l'escultor de la cort d'Alexandre el Gran, realitzat cap a l'any 330 aC.

## Descobriment
Fou trobat el 1849 al barri romà del Trastevere, i a l'any següent l'arqueòleg alemany August Braun el reconegué com una còpia d'un bronze de Lisip citat per Plini el Vell en la «Història natural»:
| « | Lísip realitzà, com hem dit, el major nombre d'estàtues de tots els escultors, amb un art molt fecund, i entre aquestes, un atleta que es renta amb un estrígil. | » |

El bronze original s'ha perdut. Aquesta còpia de marbre pentèlic es mostra al museus Vaticans.
Aquest tipus fou famós des de l'antiguitat; segons Plini, l'estàtua fou consagrada per Agripa davant les termes que porten el seu nom perquè les erigí, a Roma, al voltant de l'any 20 aC. Més tard, l'emperador Tiberi, gran admirador de l'estàtua, la traslladà a la seua habitació. Un aldarull, però, en el teatre —«Retorneu-nos el nostre Apoxiomen»—, va avergonyir l'emperador i el va retornar. És de l'època hel·lenística.

## Temàtica i trets d'estil
L'escultura, una mica més gran de la grandària natural, fa 2,05 m d'alçada.
És una figura masculina nua que representa un atleta que es neteja l'oli i l'arena amb un estrígil, un tema quotidià. És una obra per ser vista totalment circular, és a dir, es pot observar des de tots els angles. Utilitza el contrapposto: es recolza en una cama mentre l'altra es desplaça cap a un costat, i en rep part del pes. Un braç s'estira per fer sensació de moviment i crea vistes interessants des de diferents angles. El cap és petit i està girat de forma semblant a la del Dorífor de Policlet, obra que degué influir en la realització d'aquesta estàtua.
Lisip estableix en aquesta obra el seu propi cànon de bellesa, en què estilitza la figura amb vuit caps, i dona així un caràcter més realista al retrat, tot i que per a alguns autors no augmenta a vuit caps, sinó a set i mig. És característic del nou cànon de proporcions establert per Lisip un cap lleument més petit (1:8 de l'alçada total, en comptes de l'1:7 de Policlet) i més llarg amb membres més prims. Segons Plini, Lisip «solia dir» que mentre altres artistes «feien les persones com eren en realitat, ell les feia com semblaven ser-ho». Una de les mans de l'estàtua és de restauració moderna.